# Motor Scout

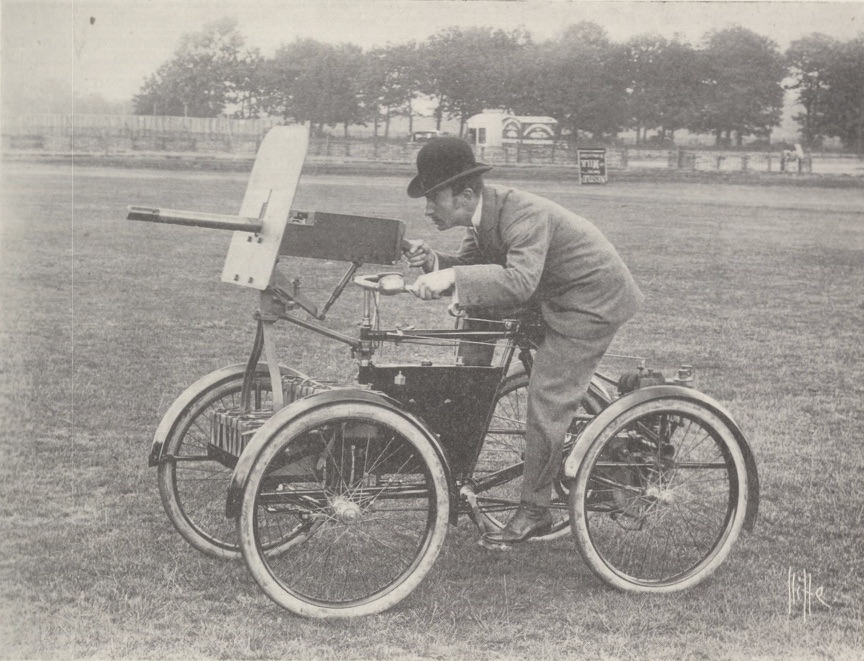
El Motor Scout de Simms, en junio de 1899.

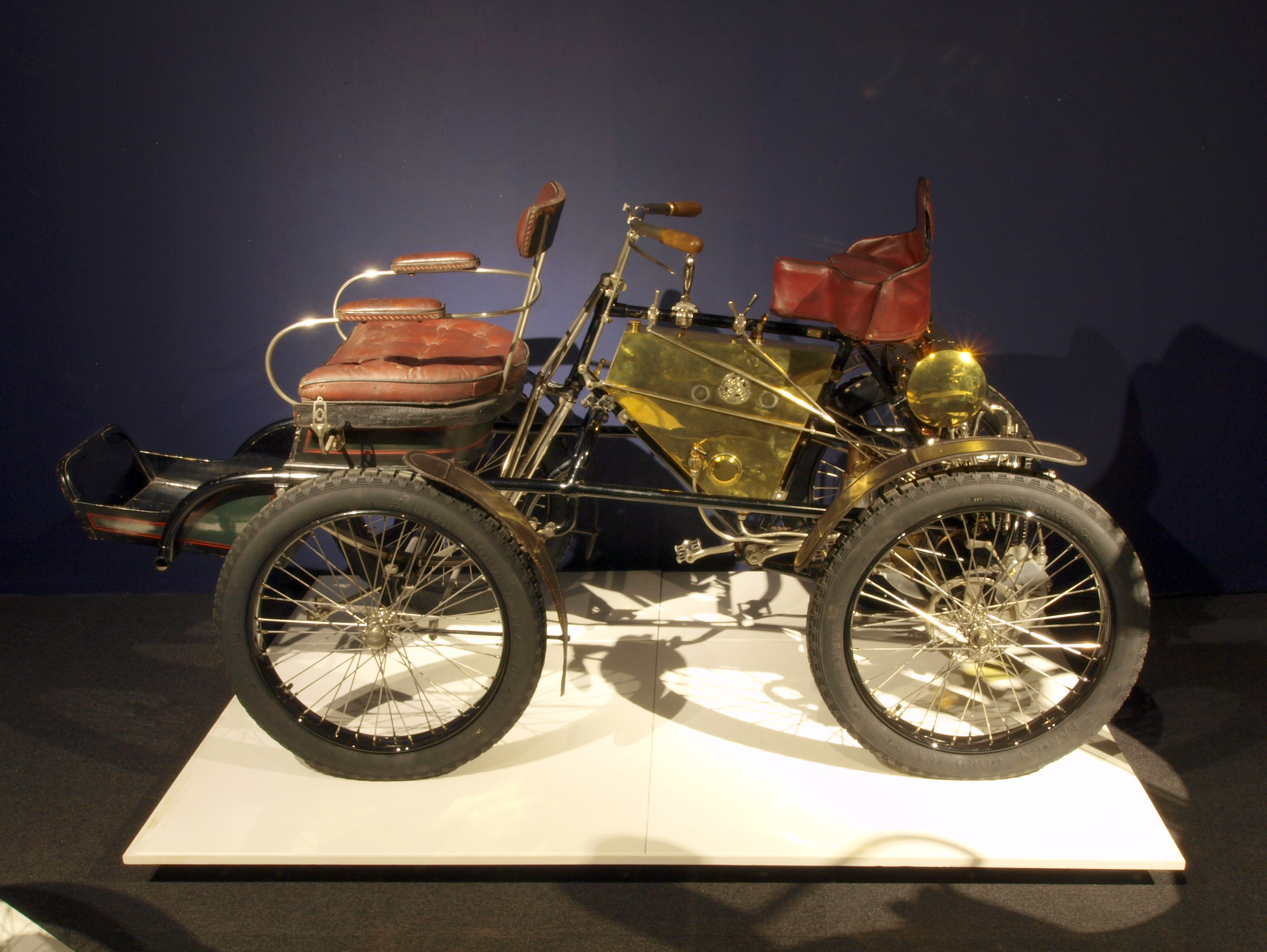
Para comparar, un cuatriciclo De Dion de 1900.

El Motor Scout fue el primer vehículo con motor de gasolina armado que se construyó. No fue diseñado para correr sobre campos arados o cargando, sino para cubrir o apoyar a la infantería y la caballería dondequiera que se disponga de buenas carreteras.

Fue diseñado y construido por el inventor británico Frederick Richard Simms en 1898. Montaba una ametralladora Maxim sobre las ruedas delanteras de un cuatriciclo. La ametralladora, con una cinta de 1000 cartuchos, ocupaba el lugar del copiloto. El conductor operaba la ametralladora. Había un escudo de hierro delante del vehículo para proteger al conductor.
Poseía un motor de gasolina automático patentado de un caballo y medio de fuerza con encendido magnetoeléctrico Simms y el tanque estándar transportaba suficiente combustible para 120 millas. El Motor Scout era convertible en un cuatriciclo de dos asientos. El cuatriciclo también estaba disponible sin el arma para fines no militares como un vehículo de dos asientos por 120 libras.
El siguiente vehículo diseñado por Simms, el Motor War Car, puede ser considerado el primer automóvil blindado verdadero del mundo.